# Campeonato Mundial de Taekwondo de 1975
El II Campeonato Mundial de Taekwondo se realizó en Seúl (Corea del Sur) entre el 28 y el 31 de agosto de 1975 bajo la organización de la Federación Mundial de Taekwondo (WTF) y la Asociación Surcoreana de Taekwondo.
En el evento tomaron parte 165 atletas de 30 delegaciones nacionales.

## Medallistas

### Masculino
| Evento | Oro                          | Plata                       | Bronce                                                                      |
| ------ | ---------------------------- | --------------------------- | --------------------------------------------------------------------------- |
| –48 kg | Wang Soo-Yong Corea del Sur  | Jaime de Pablos · México    | Wen Ching-Liu China Taipéi Hidesi Yamane Japón                              |
| –53 kg | Han Yoo-Keun Corea del Sur   | Liu Chin-Chien China Taipéi | Moritz von Macher · México · Jaime Martin · Filipinas                       |
| –58 kg | Son Tae-Hwan Corea del Sur   | Ramiro Guzmán · México      | Hubert Leuchter RFA Dennis Robinson Estados Unidos                          |
| –63 kg | Lee Gyeo-Sung Corea del Sur  | Wolfgang Dahmen RFA         | Reza Arab Irán Martin Hall Australia                                        |
| –68 kg | Yoo Yong-Hap Corea del Sur   | Michael Adey Australia      | Emmanuel Paman Costa de Marfil Wang Tieh-Cheng China Taipéi                 |
| –74 kg | Hur Song Corea del Sur       | Liang Ping-Hui China Taipéi | Théophile Dossou Costa de Marfil A.F. Odut Uganda                           |
| –80 kg | Yang Yong-Kwon Corea del Sur | Steve Pound Guam            | Chang Hsiang-Hsiang · China Taipéi · Alejandro Chacón Zumibado · Costa Rica |
| +80 kg | Choi Jeong-Do Corea del Sur  | Meinolf Lüttecken RFA       | Carl Pluckham Australia Lim Ying-Teng China Taipéi                          |

## Medallero
| Núm. | País            | Oro | Plata | Bronce | Total |
| ---- | --------------- | --- | ----- | ------ | ----- |
| 1    | Corea del Sur   | 8   | 0     | 0      | 8     |
| 2    | China Taipéi    | 0   | 2     | 4      | 6     |
| 3    | RFA             | 0   | 2     | 1      | 3     |
| 3    | México          | 0   | 2     | 1      | 3     |
| 5    | Australia       | 0   | 1     | 2      | 3     |
| 6    | Guam            | 0   | 1     | 0      | 1     |
| 7    | Costa de Marfil | 0   | 0     | 2      | 2     |
| 8    | Costa Rica      | 0   | 0     | 1      | 1     |
| 8    | Estados Unidos  | 0   | 0     | 1      | 1     |
| 8    | Filipinas       | 0   | 0     | 1      | 1     |
| 8    | Irán            | 0   | 0     | 1      | 1     |
| 8    | Japón           | 0   | 0     | 1      | 1     |
| 8    | Uganda          | 0   | 0     | 1      | 1     |
|      | TOTAL           | 8   | 8     | 16     | 32    |